# Ерик Нюланд
Ерик Нюланд (на английски: Eric Nylund) е американски писател на бестселъри в жанра научна фантастика, фентъзи и трилър, както и писател на техническа документация.

## Биография и творчество
Ерик Нюланд е роден на 12 ноември 1964 г. в Панорама Сити, Калифорния, САЩ. Прекарва детството си в планината Сиера Невада и боровите гори на Тръки, Калифорния. Като тийнейджър ходи в пустинята Мохаве сред дървета Джошуа, градинския чай, и гърмящите змии. Никога не е мислил, че ще пише нещо повече от лабораторни изследвания и научни доклади.
В периода 1983–1986 г. учи в Университета на Калифорния в Санта Барбара и завършва с бакалавърска степен по химия, а в периода 1988–1994 г. учи в Университета на Калифорния в Сан Диего, който завършва с магистърска степен по физикохимия. Кандидатства и за докторска степен.
Един ден, докато чете романа на един известен автор, си задава съдбоносния въпрос „Колко трудно може да бъде това?“. През следващите няколко месеца той се изолира в библиотеката и прочита много книги за това „как да пише“ книги. После написва експериментално 40 000 думи в роман, който никак не му харесва, но Нюланд опитва отново. Резултатът от този „експеримент“ е първият му съвременен фентъзи роман „Pawn's Dream“, който е публикуван през 1995 г.
През 1994 г. Нюланд посещава престижния семинар за писатели „Clarion West Writers Workshop“, след което напуска университета, изоставя стабилната кариера в областта на науката, и поема по трудния път на писателското поприще. След публикуването на още четири романа разбира, че животът на писателя не е толкова романтичен, колкото му е изглеждал няколко години преди това.
От януари 2000 г. започва работа в „Microsoft“ по редактиране на части от тяхната мултимедийна „Encarta Encyclopedia“. По-късно постъпва във все още младата фирма „Microsoft Game Studios“. В началото пише ръководства за игрите, но не дълго след това подпомага разработчиците по отношение на по-добрите диалози, по-добрите сюжети, а след това създава огромни дълги истории, необходими за изграждането игрите, подготвя материалите за маркетинг, координирайки работа си с правните и международни отдели на фирмата.
Като писател и консултант по история за „Microsoft Game Studios“ Ерик Нюланд играе важна роля за развитието и поддържането на франчайзинг-игри като „Halo“ и „Gears Of War“. Той е помогнал и за разработването на интелектуалната собственост за някои от най-добрите фирми в света, включително видеоигри „BioWare“, „Ensemble Studios“, и „Epic Games“.
Ерик Нюланд живее във Фол Сити, близо до Сиатъл, щат Вашингтон, с жена си Сайн Мичъл, която също е писателка на научна фантастика, и техния син.

## Произведения

### Самостоятелни романи
- Pawn's Dream (1995)
- A Game of Universe (1997)
- Dry Water (1997)
- Crimson Skies (2002) – в съавторство с Ерик С. Траутман

### Серия „Джак Потър“ (Jack Potter)
1. Signal to Noise (1998)
2. A Signal Shattered (1999)

### Серия „Смъртните спирали“ (Mortal Coils)
1. Mortal Coils (2009)
2. All That Lives Must Die (2010)

### Серия „Противостоящите“ (Resisters)
1. The Resisters (2011)
2. Sterling Squadron (2012)
3. Titan Base (2013)
4. Operation Inferno (2013)

### Участие с общи серии с други писатели

#### Серия „Хейло“ (Halo)
1. Падането на Рийч, The Fall of Reach (2001)
3. Първият удар, First Strike (2003)
4. Призраците на Оникс, Ghosts of Onyx (2006)
в периода от 2003 г. до 2012 г. от серията има още 5 романа от различни автори
- Evolutions (2009) – сборник с участието на Бакел Тобиас, Б.К. Евенсън, Джонатан Гоф, Кевин Грейс, Теса Кум, Фред Ван Лент, Франк О'Конър, Ерик Рааб, Карън Травис и Джеф Вандер Меер

### Комикси
- Halo Wars: Genesis (2009)
- Battlestar Galactica: Cylon War (2009)

### Научни работи
- Evidence for Solitons in Hydrogen-Bonded Systems, Physical Review Letters. 66, 1886 – 1889 (1991)
- Proton Dynamics in Hydrogen-Bonded Systems, Journal of Statistical Physics №70, кн. 1-2 (1993)